# Castelnaudary
Castelnaudary – miejscowość i gmina we Francji, w regionie Oksytania, w departamencie Aude. Przez miejscowość przepływa rzeka Fresquel.
Według danych na rok 1990 gminę zamieszkiwało 10 970 osób, a gęstość zaludnienia wynosiła 230 osób/km² (wśród 1545 gmin Langwedocji-Roussillon Castelnaudary plasuje się na 18. miejscu pod względem liczby ludności, natomiast pod względem powierzchni na miejscu 67.).

## Zabytki
Zabytki w miejscowości posiadające status Monument historique:
| - Kanał Południowy – Écluse quadruple Saint-Roch - kaplica Saint-Roch - zamek Castelet des Crozes - zamek Castelnaudary - klasztor des Cordeliers - kolegiata Saint-Michel - Couvent des Carmes - krzyż - kościół Saint-Jean-Baptiste | - szpital - Hôtel de Bataille - Hôtel de Gauzy - ratusz - ogród Bauzé - dom przy 20, Grande-Rue - Maison Rigaud - Maison Sibra et Dunyach |

## Transport
W miejscowości znajduje się stacja kolejowa Gare de Castelnaudary na linii Bordeaux – Sète.